# Федорива, Людмила Владимировна
Людмила Владимировна Федорива (до замужества — Калугина) (род. 23 ноября 1958 года, Москва) — советская легкоатлетка и тренер по лёгкой атлетике. Мастер спорта СССР международного класса. Заслуженный тренер России.

## Биография
Людмила Владимировна Калугина родилась 23 ноября 1958 года в Москве. Начала заниматься лёгкой атлетикой в 13 лет под руководством Зария Николаевича Энтина. В 1980 году Людмила выполнила норматив мастера спорта СССР. В 1981 году вошла в состав сборной команды СССР. В 1983 году установила личный рекорд в беге на 400 метров, показав результат 50,63. В 1986 году закончила спортивную карьеру и начала работать тренером.
Член президиума РОО «Федерация легкой атлетики г. Москвы». Работала старшим тренером-преподавателем по лёгкой атлетике Центра олимпийской подготовки ГУП города Москвы «Культурно-спортивный клуб „Луч“».
В 2016 году Всероссийская федерация легкой атлетики дисквалифицировала Федориву за нарушение антидопинговых правил на 4 года, при этом срок дисквалификации отсчитывался с 22 сентября 2015 года. Однако, Людмила Владимировна подала апелляцию, и спортивный арбитражный суд при ТПП её удовлетворил. Однако, в 2017 году Спортивный арбитражный суд отменил данное решение, сохранив дисквалификацию до 21 сентября 2019 года.
За время работы тренером Людмила Владимировна подготовила 5 заслуженных мастеров спорта, 8 мастеров спорта международного класса, 14 мастеров спорта, среди которых:
- Наталья Назарова — серебряный призёр Олимпиады 2004, чемпионка мира 1999 года, семикратная чемпионка мира в помещении (1999, 2003, 2004, 2006)[7],
- Александра Федорива — серебряный призёр чемпионата мира в помещении 2012 года,
- Татьяна Лёвина — трёхкратная чемпионка мира в помещении (2004, 2006, 2008), чемпионка Европы в помещении 2005,
- Татьяна Чебыкина — чемпионка мира 1999 года, трёхкратная чемпионка мира в помещении (1995, 1997, 1999),
- Андрей Федорив — 39-кратный чемпион СССР и России, призёр чемпионата мира 1987 года и Европы 1986 года,
- Екатерина Высоцкая (Вуколова) — чемпионка России[8].
- Александр Шпаер — чемпион России в беге на 60 метров (2011)[9].

### Семья
С 1987 по 2007 год была замужем за Андреем Федоривом. В 1988 году у них родилась дочь Александра, впоследствии ставшая известной легкоатлеткой.

## Награды и звания
- Медаль ордена «За заслуги перед Отечеством» I степени (2013)[10][11].
- Медаль ордена «За заслуги перед Отечеством» II степени (2010)[12][13][14].